# ۱۳۰۴ (خورشیدی)
۱۳۰۴ هزار و سیصد و چهارمین سال هجری خورشیدی سالی کبیسه است.

## رویدادها
- تصویب و اصلاح تقویم رسمی ایران در مجلس شورای ملی
- انقراض قاجاریه با برکناری احمدشاه و به پادشاهی رسیدن رضاشاه پهلوی
- تصویب قانون مجازات عمومی (نخستین قانون کیفری ماهوی مدون ایران)
- ۱۴ اردیبهشت - تأسیس اولین بانک ایرانی به نام بانک سپه
- ساخت مستند علف در ایران توسط مرین سی کوپر و ارنست بی شودزاک. نخستین مستند مردم‌نگارانه تاریخ

## زادروزها
- ۱ فروردین - خسرو تسلیمی، تهیه‌کنندهٔ سینما (درگذشت ۱۳۸۷)
- ۱ فروردین - علی بهزادی، روزنامه‌نگار ایرانی (درگذشت ۱۳۸۹)
- ۱ فروردین - عباسقلی دانشور، پزشک (درگذشت ۱۳۹۹)
- ۲۶ فروردین - محمدعلی ورشوچی، بازیگر ایرانی (درگذشت ۱۳۹۰)
- فروردین - بهرام فره‌وشی، زبان‌شناس ایرانی (درگذشت ۱۳۷۱)
- ۱ اردیبهشت - سید حسن سادات ناصری، پژوهش‌گر ادبی و مترجم ایرانی (درگذشت ۱۳۶۸)
- ۴ اردیبهشت - امین‌الله رشیدی، خواننده و آهنگساز ایرانی (درگذشت ۱۴۰۳)
- ۵ اردیبهشت - جمال ترابی طباطبایی، پدر سکه‌شناسی ایران (درگذشت ۱۳۸۸)
- ۳۰ اردیبهشت - راضیه غلامی شعبانی، فعال سیاسی چپ ایرانی (درگذشت ۱۳۹۱)
- ۳ خرداد - احمد اقتداری، ایران‌شناس، تاریخ‌نگار و جغرافی‌دان ایرانی (درگذشت ۱۳۹۸)
- ۴ خرداد - جواد هیئت، پزشک جراح، روزنامه‌نگار و پژوهشگر ایرانی، (درگذشت ۱۳۹۳)
- خرداد - عباس انجم‌روز، محقق، نویسنده و روزنامه‌نگار ایرانی (درگذشت ۱۳۸۴)
- ۱ تیر - هادی مشکوة، سینماگر ایرانی (درگذشت ۱۳۹۴)
- ۹ تیر - آیت‌الله ابراهیم امینی، فقیه و سیاستمدار ایرانی (درگذشت ۱۳۹۹)
- ۴ مرداد - حاج حسن خان شیرکوند، خوش‌نویس ایرانی (درگذشت ۱۳۹۲)
- ۲۳ مرداد - مشفق کاشانی، شاعر ایرانی (درگذشت ۱۳۹۳)
- ۲۴ مرداد - محمدتقی جعفری، فیلسوف اسلامی و مولوی‌شناس ایرانی (درگذشت ۱۳۷۷)
- ۱۶ شهریور - نصرت‌الله وحدت، بازیگر ایرانی (درگذشت ۱۳۹۹)
- ۱ مهر - رحیم مؤذن‌زاده اردبیلی، مؤذن ایرانی (درگذشت ۱۳۸۴)
- ۳ مهر - اکبر دودکار، بازیگر ایرانی (درگذشت ۱۳۸۴)
- ۵ مهر -
  - احمدرضا پهلوی، پنجمین پسر رضا شاه پهلوی (درگذشت ۱۳۶۰)
  - اسماعیل سعادت، نویسنده و مترجم ایرانی ( درگذشت  ۱۳۹۹ )
- ۱۶ مهر - ایرج افشار، پژوهشگر، ایران‌شناس و کتاب‌شناس ایرانی (درگذشت ۱۳۸۹)
- ۳ آذر -
  - محمدعلی خنجی، اقتصاددان، حقوقدان و جامعه‌شناس ایرانی (درگذشت ۱۳۵۰)
  - هوشنگ وحید دستگردی، نظامی ایرانی (درگذشت ۱۳۶۰)
- ۱۴ آذر - مارکو گریگوریان، نقاش و هنرشناس ارمنی ایرانی (درگذشت ۱۳۸۶)
- ۲۱ آذر - احمد شاملو، شاعر، نویسنده، فرهنگ‌نویس و مترجم ایرانی (درگذشت ۱۳۷۹)
- آذر - منوچهر مطیعی، مترجم، داستان‌نویس و فیلمنامه‌نویس ایرانی (درگذشت ۱۳۷۶)
- ۱ دی - محمدحسین تمدن جهرمی، اقتصاددان ایرانی (درگذشت ۱۳۹۱)
- ۳ دی - محمدابراهیم باستانی پاریزی، تاریخ‌دان، نویسنده، پژوهشگر، شاعر و موسیقی‌پژوه ایرانی (درگذشت ۱۳۹۳)
- ۲۹ دی - عبدالجواد فلاطوری، پژوهشگر ایرانی حوزه فلسفه (درگذشت ۱۳۷۵)
- ۴ بهمن -
  - عبدالرحمان عمادی، نویسنده و ایران‌شناس (درگذشت ۱۳۹۸)
  - یدالله بهزاد، شاعر ایرانی (درگذشت ۱۳۸۶)
- ۸ بهمن - سید عبدالکریم موسوی اردبیلی، مرجع تقلید شیعه ایرانی، (درگذشت ۱۳۹۵)
- ۱۰ بهمن - اسماعیل شاهرودی، شاعر ایرانی (درگذشت ۱۳۶۰)
- ۱۵ بهمن - رحیم معینی کرمانشاهی، نقاش، روزنامه‌نگار، نویسنده، شاعر و ترانه‌سرا (درگذشت ۱۳۹۴)
- ۵ اسفند - کریم فکور، شاعر، ترانه‌سرا و روزنامه‌نگار ایرانی (درگذشت ۱۳۷۵)
- ۱۲ اسفند - مصطفی رهنما، روحانی و روزنامه‌نگار ایرانی (درگذشت ۱۳۹۲)
- اسفند - شکرالله رفیعی، سینماگر ایرانی (درگذشت ۱۳۷۷)

تاریخ نامعلوم
- علیرضا حسین خانی، نوازنده ایرانی (درگذشت ۱۳۴۹)
- هوشنگ ایرانی، شاعر، مترجم، نقاش، منتقد و روزنامه‌نگار ایرانی (درگذشت ۱۳۵۲)
- خسرو پیله‌ور، شاعر و روزنامه‌نگار عضو حزب توده ایران (درگذشت ۱۳۵۵)
- حسین ناصحی، آهنگ‌ساز ایرانی (درگذشت ۱۳۵۶)
- رضا انجم روز،  فیلم‌بردار و تدوین‌گر ایران (درگذشت ۱۳۶۳)
- محسن آزمایش، صاحب کارخانه آزمایش (درگذشت ۱۳۷۱)
- محمد آقاتی، مؤذن خراسانی (درگذشت ۱۳۷۲)
- ابراهیم فخار، بازیگر ایرانی (درگذشت ۱۳۷۲)
- عبدالعظیم ولیان، سیاستمدار ایرانی (درگذشت ۱۳۷۳)
- سیامک یاسمی، کارگردان ایرانی سینما (درگذشت ۱۳۷۳)
- مهدی تاکستانی، نوازنده ایرانی (درگذشت ۱۳۷۸)
- محمدتقی شکرایی، سینماگر ایرانی (درگذشت ۱۳۷۹)
- مهین دیهیم، بازیگر ایرانی (درگذشت ۱۳۸۰)
- محسن مهدوی، بازیگر ایرانی (درگذشت ۱۳۸۱)
- عنایت‌الله شهیدی، استاد فلسفه و تعزیه پژوه (درگذشت ۱۳۸۲)
- سید جلال‌الدین آشتیانی، استاد عرفان و فلسفه اسلامی (درگذشت ۱۳۸۴)
- احمدقلی احمدی، نوازنده ایرانی (درگذشت ۱۳۸۵)
- ثمین باغچه‌بان، شاعر، نویسنده، آهنگساز و مترجم ایرانی (درگذشت ۱۳۸۶)
- محمود زریباف، تهیه‌کنندهٔ ایرانی سینما (درگذشت ۱۳۸۶)
- بهرام سیر، خواننده ایرانی (درگذشت ۱۳۸۷)
- دده کاتیب، شاعر ایرانی (درگذشت ۱۳۸۷)
- سپهر ذبیح، نویسنده و تاریخ‌نگار ایرانی (درگذشت ۱۳۸۸)
- همایون صنعتی‌زاده، کارآفرین، نویسنده، مترجم و ناشر ایرانی (درگذشت ۱۳۸۸)
- معصومه اسکندری، بازیگر ایرانی (درگذشت ۱۳۸۹)
- حسن علی صارمی کلالی، فعال سیاسی ملی‌گرای ایرانی (درگذشت ۱۳۹۰)
- عزیزالله جوینی، مصحح، محقق، نسخه‌شناس و شاهنامه‌پژوه ایرانی (درگذشت ۱۳۹۱)
- فخری گلستان، سفالگر، مترجم و فعال حقوق کودکان ایرانی (درگذشت ۱۳۹۱)
- علی‌اکبر شعاری‌نژاد، روان‌شناس ایرانی (درگذشت ۱۳۹۲)
- علی محزون، بازیگر ایرانی (درگذشت ۱۳۹۲)
- حسن کامشاد، مترجم و پژوهشگر ادبیات فارسی (درگذشت ۱۴۰۴ )
- حمید سبزواری، شاعر ایرانی، (درگذشت ۱۳۹۵)
- سید محمدمهدی موسوی خلخالی، روحانی شیعه ایرانی (درگذشت ۱۳۹۸)
- سید محمد حسینی شاهرودی، فقیه و مرجع تقلید ایرانی (درگذشت ۱۳۹۸)
- حسین نوری همدانی، مرجع تقلید ایرانی
- علی خرمتایی، روحانی سنی و سیاستمدار ایرانی
- علیرضا فیض، فقیه ایرانی (درگذشت ۱۳۹۷)
- ابوالقاسم خزعلی، روحانی شیعه و سیاستمدار ایرانی (درگذشت ۱۳۹۴)
- قدرت‌الله احسانی، فیلم‌ساز و بازیگر ایرانی
- مهدی بشارتیان، سینماگر ایرانی
- ایرج فره‌وشی، فیلم‌بردار ایرانی
- کاظم آملی، پزشک و متخصص ریه
- پریوش سرخوش، سیاستمدار سابق ایرانی
- قاسم معتمدی، پزشک و سیاستمدار سابق ایرانی (درگذشت ۱۳۸۲)
- محمدحسین احمدی دانش آشتیانی، سیاستمدار ایرانی

## درگذشت‌ها
- ۱۶ فروردین - محمدعلی شاه، ششمین شاه قاجار (زاده ۱۲۵۱)
- تیر - محترم اسکندری، روزنامه‌نگار و فعال حقوق زنان (زاده ۱۲۷۴)
- آذر - حسن مقدم، نمایش‌نامه‌نویس ایرانی (زاده ۱۲۷۶)
- ۲۲ اسفند - ایرج میرزا، شاعر ایرانی (زاده ۱۲۵۱)
- حاجی سیاح، جهانگرد و فعال سیاسی ایرانی (زاده ۱۲۱۵)
- عبدالله بیگ، شاعر کرد ایرانی (زاده ۱۲۷۷)
- سید محمدرضا مساوات شیرازی، روزنامه‌نگار و سیاستمدار عصر مشروطه (زاده ۱۲۴۴)
- نایب اسدالله، موسیقی‌دان و نوازنده ایرانی (زاده ۱۲۳۱)